# Козельский, Юрий Казимирович
Ю́рий Казими́рович Козе́льский (род. 16 апреля 1946) — советский грузинский легкоатлет, специалист по барьерному бегу и спринту. Выступал на всесоюзном уровне в 1964—1971 годах, серебряный призёр Спартакиады народов СССР и чемпионата СССР, победитель первенств всесоюзного и республиканского значения значения, действующий рекордсмен Грузии в беге на 400 метров с барьерами и эстафете 4 × 400 метров.

## Биография
Юрий Козельский родился 16 апреля 1946 года. Занимался лёгкой атлетикой в городе Кутаиси Грузинской ССР под руководством тренера Э. М. Алишанова, у которого также тренировался другой известный барьерист Анатолий Мошиашвили. Выступал за физкультурно-спортивное общество «Динамо». Позднее представлял Тбилиси.
В июле 1964 года на всесоюзном юниорском старте в Краснодаре завоевал золотую и серебряную медали в беге на 110 и 200 метров с барьерами соответственно.
Первого серьёзного успеха на взрослом всесоюзном уровне добился в сезоне 1967 года, когда на соревнованиях в Баку превзошёл всех соперников в 400-метровом барьерном беге, показав четвёртый лучший результат сезона в СССР — 51,0. Позднее вошёл в состав советской сборной и вместе с соотечественниками выиграл эстафету 4 × 400 метров на международном старте в Карл-Маркс-Штадте. На чемпионате страны в рамках IV летней Спартакиады народов СССР в Москве вместе с грузинской командой выиграл серебряную медаль в зачёте эстафеты 4 × 400 метров, уступив лишь команде Ленинграда. На соревнованиях в Ташкенте одержал победу в той же дисциплине, установив ныне действующий рекорд Грузии — 3:10.8.
В июне 1968 года на международном турнире в Варшаве завоевал серебряную медаль и установил ныне действующий рекорд Грузии в беге на 400 метров с барьерами — 50.7.
В 1969 году на соревнованиях в Кракове в барьерном беге на 400 метров показал время 51,9 (10-й лучший результат сезона в СССР).
В августе 1970 года на всесоюзном старте в Риге пробежал 400 метров с барьерами за 51,5, по итогам сезона с этим результатом стал десятым в СССР.
В 1971 году на домашнем старте в Тбилиси показал в 400-метровом барьерном беге результат 52,1 и вновь попал в список 25 лучших легкоатлетов СССР.